# Élisabeth Risler-François
Pour les articles homonymes, voir Risler.
Élisabeth Risler-François, née Risler le 2 avril 1905 à Paris et morte le 20 août 1989 à Saint-Cloud, est une militante associative et personnalité du scoutisme française protestante, responsable au sein de la Fédération française des éclaireuses, et Juste parmi les nations.

## Biographie

### Enfance
Élisabeth Risler-François naît à Paris dans une famille protestante et musicienne. Son père, Édouard Joseph Risler, est un pianiste célèbre, et elle l'accompagne parfois en tournée. Sa mère, Émilie Risler (1876-1917) née Soalhat et devenue Soalhat-Girette à la suite du mariage de sa mère, également prénommée Élisabeth (Soalhat), avec Jean Girette et de son adoption par l'architecte, soprano amateure, est une amie de Gabriel Fauré et chante souvent avec celui-ci,,. Élisabeth a un frère, Jean-François (1910-1952).

### Engagée à la Fédération Française des Éclaireuses
En 1926, alors étudiante, elle entre comme stagiaire à la « Mouffe », un lieu d'action sociale et d'émergence du scoutisme en France situé rue Mouffetard à Paris, qui est devenu la première Maison pour tous. Elle agit sous la direction de Marguerite Walther, dont elle devient l'adjointe en 1927 puis la successeuse en tant que cheftaine de la section Paris-Panthéon de la Fédération française des éclaireuses. Elle est totémisée Loutre emballée.
À la Maison pour tous de la rue Mouffetard, elle rencontre également Pierre François, qu'elle épouse en 1931. Ils ont plusieurs enfants.
En 1939, elle devient commissaire, c'est-à-dire responsable, de la région Centre pour la Fédération française des éclaireuses, fonction dont elle démissionne en septembre 1940.

### Assistance à des enfants juifs
Propriétaire avec son frère Jean-François, du pavillon Sévigné à Vichy, elle part s'y réfugier en 1939 alors que son époux est mobilisé puis fait prisonnier, avant de s'évader. Elle vit dans trois pièces du rez-de-chaussée de son hôtel, le reste du bâtiment étant réquisitionné pour loger le maréchal Pétain. Elle accepte que les bureaux des Éclaireurs de France, dont son mari est devenu commissaire national, y soient également déplacés, dans les dépendances. Les locaux servent alors secrètement de base de résistance : des fausses cartes de ravitaillement et d'identité y sont fabriquées, et plus tard, le lieu sert de base de transit pour des déserteurs du STO,.
Durant la guerre, Élisabeth Risler-François continue ses activités à la Fédération française des éclaireuses. Secrétaire du comité national de la branche neutre (sans référence confessionnelle), elle est chargée de la formation des cheftaines. Elle continue également à animer des activités de scoutisme depuis Vichy. Elle rencontre dans ce cadre les Dennery, une famille juive ayant quitté Paris pour Vichy. Élisabeth Risler-François est la responsable du groupe où les sœurs Dennery, Lise, Françoise et Annette, sont éclaireuses, ainsi que Nicole Lehman,. Les filles juives sont initialement déclarées et participent librement aux activités.
À partir de 1942, les rafles se multiplient et les Dennery quittent Vichy pour se réfugier au Mayet-de-Montagne mais gardent contact avec Élisabeth Risler-François. La famille obtient des cartes de ravitaillement par l'intermédiaire du pavillon Sévigné. Le 25 novembre 1943, la Gestapo et l'armée allemande organisent une grande rafle à l'université de Clermont-Ferrand. Lise Dennery, alors étudiante en pharmacie, y échappe de peu. Élisabeth Risler-François propose d'organiser la mise à l'abri des trois filles Dennery dans des familles d'éclaireurs de la région,,. Elle cache Lise Dennery chez elle, la faisant passer pour la nourrice de ses neveux, alors même que le pavillon est toujours occupé en parallèle par le maréchal Pétain et son entourage, qu'elle côtoie donc journellement. Elle place Françoise Dennery dans la famille Basdevant, et sa jeune sœur Annette dans la famille Duphil. Les filles Dennery seront à leur tour cheftaines éclaireuses après la guerre.
Élisabeth Risler-François organise en parallèle le placement de plusieurs enfants juifs dans une maison d’enfants protestante au Chambon-sur-Lignon, dont Nicole Kanter, sa sœur de 6 ans, Alain et Martine Wolff. Elle assume avec son époux les coûts financiers associés,.
À l'été 1944, Élisabeth et Pierre François décident de s'éloigner de Vichy pour se protéger et mettre à l'abri des familles juives et résistantes. Ils louent une maison à Saint-Étienne-de-Vicq, où ils accueillent une vingtaine de personnes dont la famille Dennery, Yvonne Bernheim et Jacques Pecnard,,.

### Instructrice de scoutisme marin
Après la guerre, Élisabeth poursuit ses activités au sein de la Fédération française des éclaireuses. Elle y crée avec Jeanne Dejean une activité de scoutisme marin, et la branche des Éclaireuses Aînées marines. Elle est instructrice nautique pendant 4 ans et anime plusieurs camps-écoles,.
La question de la mixité et du rapprochement avec les Éclaireurs de France, association masculine de scoutisme laïque dirigée par son époux, se pose avec acuité à partir de 1946 pour la Fédération française des éclaireuses. Élisabeth Risler-François rejoint les Éclaireurs de France en novembre 1949.

## Distinctions
Élisabeth Risler-François et Pierre François sont reconnus le 31 mai 2011 Juste parmi les nations.
L'allée des Justes parmi les Nations à Vichy a été baptisée en son honneur, celui de son époux, ainsi que de Henriette et René Duphil et Marie Pelin pour rappeler « qu’à Vichy aussi, il y eut des Justes ».